# Legião de Maria
A Legião de Maria (em latim: Legio Mariæ) é uma associação internacional de fiéis da Igreja Católica Apostólica Romana formada por leigos que servem de forma voluntária com a finalidade de contribuir para a ação evangelizadora da Igreja.
Foi fundada em Dublin, Irlanda, como um movimento mariano católico romano por Frank Duff em 7 de setembro de 1921.
Hoje entre membros ativos e auxiliares possui mais de 35 milhões de legionários em todo o mundo, sendo, portanto, a maior organização leiga de apostolado da Igreja Católica.
A associação tem sua maior presença na Coreia do Sul, nas Filipinas, no Brasil, na Argentina e na República do Congo. Estes países possuem entre 250 mil e 500 mil, membros, cada.
Sua atual presidente é Sile Ni Chochlain.
O apostolado da Legião de Maria consiste em atividades dirigidas a toda e qualquer pessoa, em especial aqueles que estão à margem da sociedade (sem abrigo, prostitutas, prisioneiros, etc.), católicos ou não. Os membros da Legião de Maria estão envolvidos na execução de obras espirituais, ao invés de auxílio material, que é reservado a outras associações da Igreja Católica.
Os membros da Legião de Maria são divididos em duas categorias principais: Ativos e Auxiliares. Os últimos se comprometem a rezar diariamente determinadas orações em nome da Legião de Maria. Já os membros ativos devem participar das reuniões semanais do seu Presídio (denomina os grupos legionários), rezar diariamente a Catena Legionis (O Magnificat; principal oração da Associação) e executar um Trabalho Legionário.

## História

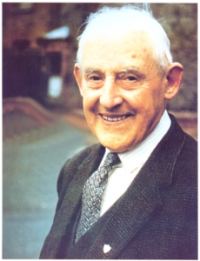
Frank Duff, o fundador

Em 1913, um colega de trabalho leva o jovem Frank Duff a participar da Sociedade São Vicente de Paulo, uma associação de leigos, fundada por Frederico Ozanan, em 1833. Dedicada ao serviço dos pobres, é composta por conferências e tratam-se uns aos outros como irmãos.
Frank associou-se à Conferência de N. Senhora do Monte Carmelo e começou visitando os habitantes dos cortiços. No ano seguinte, tornou-se secretário da conferência, cargo que ocupou até assumir a presidência da Conferência de S. Patrício, em Myra House. Myra House funcionava como um centro social católico. As mulheres ajudavam os Vicentinos a servirem café da manhã às crianças pobres nas manhãs de Domingo. Posteriormente, as senhoras se juntaram a alguns vicentinos para formar uma Associação Pioneira de Abstinência Total, visando abster-se de bebidas alcoólicas durante toda vida.
No dia 07 de setembro de 1921, vésperas da festa da Natividade de Nossa Senhora, reuniram-se quinze mulheres, as quais foram surpreendidas por um pequeno altar com uma toalha branca, uma imagem de N. Senhora Medianeira de Todas as Graças, ladeada de dois vasos de flores e duas velas. Este altar foi preparado pela jovem Alice Keogh. Invocado o Espírito Santo e rezado o terço, discutiu-se os trabalhos a serem realizados, entre eles, reuniões semanais e visitas, em pares, a hospitais. Em alguns meses após a fundação, já participavam setenta irmãs. Aos homens era vedada a participação.
Em 1925, a Associação de Nossa Senhora da Misericórdia tinha estabelecido vários grupos, cujos líderes se reuniram em Myra House para escolher um título geral para a associação. O nome "Legião de Maria", sugerido pelo próprio Frank Duff, foi rejeitado inicialmente, porém acabou sendo unanimemente aceito.
Frank utilizou seu conhecimento em latim, e escolheu nomenclaturas para a Legião e transformou o estandarte da legião romana, trocando a águia pela pomba, símbolo do Espírito Santo, e o comandante supremo por Nossa Senhora. Em 1927, com a expansão da Legião de Maria, Frank Duff elabora um documento formal com as diretrizes da associação.
Com a difusão da Legião de Maria pelo mundo, chegando ao continente americano em 1931, Frank Duff consegue uma audiência com o Papa Pio XI para lhe pedir que o santo padre aprovasse a difusão do Movimento pelo mundo, recebendo a aprovação do Pontífice.

## Estrutura

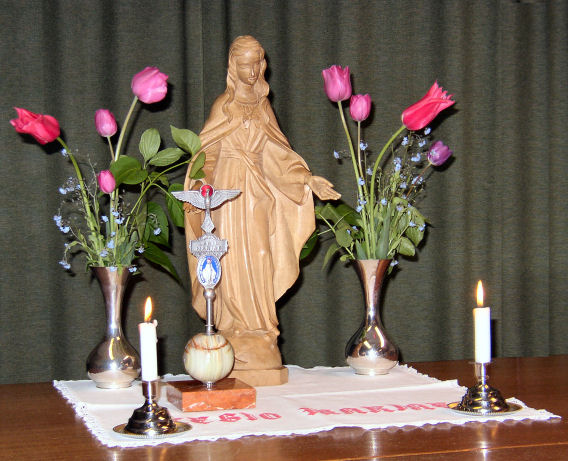
Altar de um Praesidium da Legião de Maria

A organização da Legião de Maria baseia-se na Legião Romana. Hierarquicamente começa com o Praesidium (do Latim: Proteção) como sua menor unidade. Via de regra, compreende um grupo de 4 a 20 membros, que se reúne semanalmente na paróquia local. Em seguida vem a Cúria, que supervisiona vários Praesidia (plural de Praesidium), seguida pelo Comitium(do latim: Comício), que é responsável por várias cúrias, geralmente sobre uma área como uma cidade ou parte de um estado.
O nível seguinte é a Regiæ (Régia), encarregado de territórios maiores, como uma província ou estado. Em seguida, o Senatus(Senado) tem controle sobre as Régias em uma área muito grande, geralmente um país ou território extenso. O Brasil possui oito senados (plural homônimo).
Por fim, o Concilium Legionis Mariae (Concílio da Legião de Maria) é o órgão maior. Tem sua sede em Dublim, na Irlanda, e tem controle sobre tudo da Legião.
Cada nível da Legião de Maria tem os mesmos agentes: o Presidente, Vice-presidente, o Secretário, o Tesoureiro e Diretor Espiritual. Este último deve ser um sacerdote ou um religioso. Todos os outros cargos são ocupados por leigos, homens ou mulheres.

## Associação Internacional de Fiéis
No dia 27 de março de 2014, O Secretário do Pontifício Conselho para os Leigos, Dom Josef Clemens, entregou na sede do Dicastério do Vaticano, o decreto no qual a Legião de Maria é reconhecida como ‘associação internacional de fiéis’ e por meio do qual são aprovados os estatutos desta realidade eclesial.